# Breitband-Seenadel
Die Breitband-Seenadel (Dunckerocampus boylei) ist eine kleine Seenadelart, die im Roten Meer und im tropischen Indischen Ozean, östlich bis Bali vorkommt. Sie lebt sehr versteckt in Wassertiefen von 20 bis 95 Metern und wird schnell übersehen.

## Merkmale
Die Fische werden knapp über 16 Zentimeter lang. Ihr Körper ist weiß und wird von 21 breiten, rotbraunen Ringen gemustert. Wie alle Fahnenschwanz-Seenadeln haben sie eine fächerförmige Schwanzflosse. Die Schnauze ist sehr lang und pipettenartig. Von der sehr ähnlichen Gebänderten Seenadel (Dunckerocampus dactyliophorus) unterscheidet sie sich durch die breiteren Ringe und das Muster auf der Schwanzflosse. Die Schwanzflosse der Breitband-Seenadel hat ein rotbraunes Zentrum, der obere und untere Rand ist weiß, der hintere schwarz.
Wie alle Seenadeln sind sie ovipar, die Eier werden vom Weibchen nach dem Legen vom Männchen übernommen, um sie bis zum Schlupf der Larven an der schwammartig veränderten Schwanzunterseite zu tragen.